# Moio
Moio (del latín "modius"), es un término metrológico que, a lo largo de la historia de Portugal, designó diferentes medidas de capacidad para sólidos y líquidos y superficies. Como medida de capacidad era normalmente definido a través de un cierto número de alqueires o almudes. La transformación de medida de volumen en medida de superficie (medida agraria) ocurrió a través de la determinación del área media de terreno que podía ser sembrada con un moio de semilla.

## Historia
En la Roma Antigua, el moio ("modius") era una medida de capacidad que equivalía de 8,7 a 9,2 litros.
Más tarde, en el siglo XI, en la región del Condado Portucalense, se registraron moios con capacidades del orden de 3 a 9 moios romanos. Su valor más común fue tal vez 6 moios romanos (entre 27 y 54 litros). En el sistema del Condado Portucalense, no obstante, el moio había pasado a representar 64 alqueires, o sea, cerca de 220 litros. En el sistema introducido por Afonso I de Portugal la definición del moio se mantuvo, pero dado el aumento de la capacidad del alqueire, el moio pasó a equivaler cerca de 560 litros. En paralelo con esos sistemas principales, sobrevivían también sistemas en que el moio mantenía una capacidad muy reducida, como por ejemplo el sistema de medidas de la sal en Aveiro, donde el moio se constituía en una medida de apenas 13,1 litros.
Bajo el reinado de Pedro I de Portugal, debido a un nuevo aumento de la capacidad del alqueire oficial, el moio pasó a equivaler cerca de 630 litros. En el sistema de Manuel I de Portugal, el moio pasó a representar unos 60 alqueires de Lisboa (de 13,1 litros), lo que resultó en un valor cercano a los 790 litros.
A pesar de los esfuerzos de estandarización de los sucesivos monarcas, el valor del moio continuó variando de región en región - aunque en menor escala que en la Edad Media -, siempre de acuerdo al valor del alqueire.  

## Unidad utilizada en la especificación de precios
En la documentación medieval portuguesa hasta mediados del siglo XII, el término "moio" era también utilizado en la especificación de los precios. En algunas regiones rurales, su utilización se mantuvo hasta más tarde. Su valor, no obstante, no equivalía ni al "modius" romano, ni tan poco al moio de medida oficialmente usado en el Condado Portucalense, ni inclusive en los primeros reinados de la monarquía portuguesa. El moio de precio tenía un valor próximo o equivalente a 25 litros de cereal, o sea, un valor próximo a los moios usados antes de la introducción del alqueire y de todo el sistema del Condado Portucalense.

## Unidad de medida agraria
Como unidad de medida de área agrícola, pese a la versificación legalmente impuesta, se mantiene en uso corriente en muchas regiones, aunque su dimensión varía grandemente en función del alqueire del cual es derivado y de la medida lineal usada para su cálculo (vara, codo o similares). Un alqueire de tierra, expresado en varas pequeñas, corresponde a 968 m² en la isla Terceira, en las Azores.